# 2010 TE192
2010 TE192 est un objet transneptunien faisant partie des cubewanos.

## Caractéristiques
2010 TE192 mesure environ probablement un peu plus de 200 km de diamètre.